# TRANSTEV
Ne doit pas être confondu avec Transdev.
Le groupe Transports terrestres de voyageurs, connu sous l'acronyme Groupe Transtev ou TRANSTEV, est un groupe public algérien de transports créé en février 2016. Il est composé de plusieurs filiales exerçant dans les domaines des transports guidés (métro, tramway et transport par câble), des services aux voyageurs (gares routières) et des transports publics des voyageurs (autocars).

## Historique
Créé en février 2016, le groupe Transtev est issu de la mise en œuvre de la restructuration du secteur marchand des transports en Algérie telle que définie par la résolution du Conseil des participations de l'État (CPE) no 01-145 du 17 septembre 2015 présentée par le Ministère des Transports algérien. Cette restructuration s'inscrit plus globalement dans le cadre de la réorganisation du secteur public marchand définie par la résolution du CPE no 01-142 du 28 août 2014.
L'application en février 2016 de la résolution du CPE no 01-145 du 17 septembre 2015 a eu pour objet le remplacement de trois Sociétés de gestion des participations de l'État (SGP) du secteur des transports (Sogeport, Gestramar et Fibder), qui englobaient 48 Entreprises publiques économiques (EPE) ainsi que d'autres entreprises à caractère économique et industriel sous tutelle du Ministère des Transports, par quatre groupes de transports :
- Serport, le groupe des services portuaires ;
- Gatma, le groupe de transport maritime ;
- Logitrans, le groupe de transport de marchandises et de logistique ;
- Transtev, le groupe de transports terrestres de voyageurs.

## Filiales
Les filiales du groupe Transtev sont réparties en trois domaines:
- filiales du domaine des transports guidés :
  - EMA : Entreprise Métro d'Alger ;
  - ETAC : Entreprise de transport algérien par câbles  ;
  - SETRAM  : Société d'exploitation des tramways ;

- filiales du domaine des transports publics des voyageurs :
  - TVC : Transport Voyageurs du Centre  ;
  - TVE : Transport Voyageurs de l'Est  ;
  - TVO : Transport voyageurs de l'Ouest ;
  - NTV : National des Transports de Voyageurs ;
  - TRANSUB : Transport Voyageurs Urbain et Suburbain ;

- filiales du domaine des services aux voyageurs :
  - SOGRAL : Société de gestion des gares routières d'Algérie[5] ;
  - SOGRAT :	Entreprise de gestion de la gare de Tizi Ouzou.

Autres filiales dans lesquelles Transtev a une participation au travers de l'EMA :
- Cital :  Compagnie industrielle des transports algériens, filiale de Ferrovial, d'Alstom, de l'EMA et de Alstom Algérie[6] ;
- Métro El Djazaïr :  société exploitante du métro d'Alger, filiale à 100 % de l'EMA ;
- BETUR : Bureau d'études des transports urbains algérien, filiale à 100 % de l'EMA[7].